# 로랑 블랑
로랑 로베르 블랑(프랑스어: Laurent Robert Blanc, 1965년 11월 19일 ~ )은 프랑스의 전 축구 선수, 현 축구 감독이다. 현역 시절 세계 최고의 수비수 중 한 명이었던 그는 뛰어난 리더쉽 능력을 보여주어 대통령(Le Président)이라는 별명이 붙었다.
블랑은 몽펠리에, 나폴리, 바르셀로나, 마르세유, 인테르나치오날레, 그리고 맨체스터 유나이티드의 다수 축구 클럽에서 주로 스위퍼 포지션으로 활약하였다. 그는 프랑스가 우승했던 1998년 FIFA 월드컵과 UEFA 유로 2000을 포함한 다수의 국제대회에 참가하였다. 1998년 6월 28일, 블랑은 파라과이를 상대로 월드컵 역사상 1호 골든골을 득점하였다.
그는 2012년까지 남아프리카 공화국에서 열린 2010년 FIFA 월드컵 직후부터 레이몽 도메네크를 대신하여 프랑스 국가대표팀 감독을 역임하였다.

## 클럽 경력

### 초기 경력
블랑은 프랑스 알레스 출신이다. 그는 1983년에 몽펠리에와의 첫 프로 계약서에 서명하며 프로 무대에 모습을 드러냈다. 그는 기술적인 선수로, 공격형 미드필더로 활약하며 팀이 1986-87 시즌 후 디비시옹 1로 승격할 수 있도록 도왔다. 겨우 몇년 후, 그는 미셸 메지 감독이 그의 피지컬 능력 (1.91m, 82 kg) 과 그의 성질이 귀중하다는 것을 알고 수비수로 정착하도록 조언하였다. 그는 프랑스 리그에서 완벽히 먹혀 들어갔고, 몽펠리에에서 매 시즌마다 최소 12골은 득점하였는데, 주로 헤딩이나 페널티킥으로 득점하였다. 그는 1989-90 시즌의 쿠프 드 프랑스 결승전에서 결승골을 득점하며 우승을 불러왔다. 블랑은 모든 대회를 통틀어 84골 (리그만으로는 76골) 을 득점하며 지금까지도 몽펠리에 최다 득점자로 이름이 남아 있다.
1991년, 블랑은 몽펠리에를 떠나 이탈리아 세리에 A의 SSC 나폴리로 이적하면서 첫 해외 경험을 하였다. 6골을 득점하는데 성공하여 평타를 친 시즌을 보냈음에도 불구하고, 그는 완전한 잠재력의 만개를 느끼게 할 수 없다고 생각하였고, 1년만에 님으로 이적하며 프랑스로 귀환하였고, 이후 생테티엔에서 리그 최고의 수비수로 주가가 올랐을 뿐 만 아니라, 1994-95 시즌에는 무려 13골에 달하는 득점에 성공하였다. 그러나, 생테티엔은 당시 거의 강등될 위기에 처하였고, 마르세유가 디비시옹 1에 재정난으로 승격이 무산되면서 간신히 디비시옹 1에 잔류하였다. 네덜란드 국가대표 프랑크 퍼를라트의 대체자를 찾던 기 루 감독은 블랑의 활약에 감탄하였고, 1995년에 오세르에 합류할 것을 조언하였다. 그는 시즌 초에 부상을 당하였으나, 복귀 후 인상적인 활약을 펼치며 팀이 그 시즌에 더블을 달성하는데 보탰다.

### 바르셀로나
블랑의 피치 위해서의 활약은 오세르에서의 성공으로 강조되었고, 여러 유럽 거함들의 관심을 모았다. 그는 결국 스페인의 바르셀로나로 이적하였다. 그의 두번째 해외 생활은 그가 희망한 대로 성공적이지 못하였다. 요한 크라위프는 블랑을 바르사 (Barça) 에 합류하도록 설득하였으나, 블랑이 영입된 당일날에 해임되었다. 블랑은 아틀레티코 마드리드와의 수페르코파 데 에스파냐에서 승리했으나, 얼마 지나지 않아 부상을 당하였다. 그는 복귀 후 주전으로 활약하였으나, AIK와의 8강전에서 퇴장당한 뒤, 엑스트레마두라전에서 또다시 부상당하였고, 그는 엘 클라시코 경기와 파리 생제르맹과의 UEFA 컵위너스컵 결승전에 결장하였다. 컵위너스컵의 주역으로 활약하기도 했지만 잦은 부상을 당하던 그는 기대보다는 실망스러웠던 이 시즌 이후 1998년 FIFA 월드컵을 1년 앞둔 상황에서, 이적하기로 결심하였다.

### 올림피크 마르세유
롤랑 쿠르베는 블랑이 마르세유에 합류하도록 설득하였고, 이는 블랑과 클럽에 모두 윈윈이 됨을 증명하였다. 블랑은 자신감을 절실히 필요로 했던 팀의 리더가 되었고, 마르세유가 시즌을 4위라는 놀라운 성적을 내게 도왔으며, 대통령 (Le Président)이라는 별명을 이 과정에서 획득하였다. 월드컵 종료 이후의 시즌은 리그에서 보르도에 한점차로 밀려 준우승을 거두고, 0-3으로 패한 파르마와의 UEFA컵 결승전에서 블랑의 스테판 포라토에게 향한 백패스가 에르난 크레스포의 가로채기로 선제골이 되면서, 블랑과 마르세유 입장에서 성공적임과 동시에 좌절감 느끼는 시즌이 되었다. 그 이후, 블랑은 마르세유를 떠나 인테르나치오날레로 둥지를 옮겨 수비에서 성공을 거두었으며, 2000년에는 피라타 도로 (Pirata d'Oro, 인테르나치오날레 올해의 선수)의 수상자가 되었다.

### 맨체스터 유나이티드
알렉스 퍼거슨 맨체스터 유나이티드 감독은 1996년부터 블랑을 수 차례 영입을 시도하였고, 2001년에 결국 성공하였다. 35세의 노쇠한 선수임에도 불구하고, 블랑은 클럽을 떠난 야프 스탐을 대체하기 위해 영입되었다. 그는 올드 트래퍼드에서의 초기의 형편 없는 활약에 대해 비판의 대상이 되었는데, 이는 2001-02 시즌의 뉴캐슬 유나이티드, 볼턴 원더러스, 리버풀, 리버풀, 그리고 첼시전에서의 맨체스터 유나이티드의 시즌 초 5연패와 겹쳤다. 그는 2년 후, 프리미어리그 2002-03 우승을 차지한 후에 은퇴하였다. 그는 맨체스터 유나이티드 소속으로 4골을 득점하였다. 이 중 한골은 토트넘 홋스퍼와의 리그 경기에서 기록하였고, 나머지 3골은 모두 올림피아코스와 보아비스타 (홈 경기와 원정 경기에서 모두 득점) 와의 UEFA 챔피언스리그 경기에서 나왔다. 맨체스터에서 활약하면서, 그는 팬들에 의해 "래리 화이트" (Larry White) 로 알려졌다.

## 국가대표팀 경력
로랑 블랑은 1988년 UEFA U-21 유럽 축구 선수권 대회의 결승전에서 그리스를 격파하며 우승을 차지하였다. 블랑은 UEFA에 의해 대회 최우수 선수로 선정되었다.
1989년 2월 7일, 그는 아일랜드와의 경기에서 국가대표팀 데뷔전을 치르었다. 프랑스는 당시 다수 주축 선수들이 은퇴한 후 리빌딩이 진행되던 상태였고, 1990년 FIFA 월드컵 진출에 실패하였다. 얼마 지나지 않아, 프랑스 국가대표팀은 UEFA 유로 1992 예선전에서 8전 8승을 거둔 것을 포함하여 19경기 무패행진을 달성하였고, 대회 본선의 우승 후보로 손꼽혔다. 그러나 이 대회의 우승팀이 된 덴마크와의 조별 리그 경기에서 패하며 탈락하였다.
프랑스의 1994년 FIFA 월드컵 본선 진출 실패 후, 로랑 블랑은 다른 팀 동료들과 마찬가지로 맹비난에 시달렸고, 얼마 지나지 않아 국가대표팀 경기에서 은퇴하기로 결정하였다. 에메 자케는 국가대표팀의 사령탑에 오른 후, 블랑이 은퇴를 번복하도록 설득하는 것을 우선 과제로 삼았다. 블랑은 UEFA 유로 1996의 예선전에 복귀하였고, 4-0으로 이긴 슬로바키아전에서 득점하였다. 대회 본선에서, 그는 마르셀 드사이와 더불어 수비 듀오를 형성하였다. 블랑은 3-1로 이긴 불가리아와의 조별 리그 최종전에서 선제골을 득점하며 팀의 8강행을 확정지었고, 안필드에서 네덜란드를 상대하게 되었다. 블랑은 연장전까지 득점 없이 끝난 경기의 승부차기에서 프랑스의 마지막 페널티킥을 성공시켰다. 프랑스는 체코와의 또다시 득점없이 비긴 준결승전 경기에서 승부차기 끝에 성공하였다. 블랑은 이번에도 승부차기에서 자신의 골을 성공시켰다.
프랑스는 이후 홈 안방에서 열리는 1998년 FIFA 월드컵에 참가하였다. 블랑은 대회 기간동안 모범을 보였고, 1998년 6월 28일, 파라과이와의 16강전 경기에서 월드컵 역사상 최초의 골든골을 득점하였다. 이탈리아와의 8강전 경기에서 블랑은 프랑스의 무득점을 거들었고, 승부차기에서 킥을 성공시켰고, 청색 군단 (Les Bleus) 은 승리를 거두며 준결승전에 진출하였다. 그는 크로아티아와의 준결승전에서 슬라벤 빌리치를 팔꿈치로 가격한 것으로 판정되어 퇴장 명령이 내려졌고, 결승전에 결장하였다. 이 경기에서 슬라벤 빌리치는 리플레이에서 부상을 당한 것처럼 시뮬레이션 액션을 취하였고, 크로아티아는 이 경기 후 맹비난의 대상이 되었다. 이 퇴장은 블랑이 현역 시절에 받은 유일한 레드카드였다. 블랑의 부재에도 불구하고, 프랑스는 스타드 드 프랑스에서 열린 브라질과의 결승전에서 3-0으로 이기며 처음으로 월드컵 우승을 달성하였다. 프랑스는 대회 기간동안 2골만을 실점하는 신기록을 세웠다. 이 기록은 2006년의 이탈리아와 2010년의 스페인이 동률을 이루었다.
블랑은 UEFA 유로 2000의 예선전에서 노쇠화와 스피드의 하락으로 맹비난의 대상이 되었으나, 수비에서의 신뢰를 다시 증명하였고, 덴마크와의 조별 리그 경기에서는 프랑스의 대회 첫 골을 득점하였고, 우승의 주역이 되었다. 그는 이 대회 후, 디디에 데샹 주장과 함께 국가대표팀 은퇴를 선언하였다. 2000년 9월 2일, 블랑은 데샹과 베르나르 라마와 더불어 스타드 드 프랑스에서 진행된 잉글랜드와의 친선경기에서 청색 군단 (Les Bleus)의 고별 경기를 치르었다.
블랑은 건투의 의미에서 골키퍼이자 돈독한 우정을 나눈 파비앵 바르테즈의 머리에 경기 전마다 키스를 하는 것으로 잘 알려졌다. (이 의식을 UEFA 챔피언스리그에 한정하여 맨체스터 유나이티드에서 한솥밥을 먹을 당시에도 재현하였다.) 이 의식을 거행한 프랑스 국가대표팀의 경기는 블랑, 드사이, 릴리앙 튀랑, 빅상트 리자라쥐가 수비에 배치되었고, 월드컵과 유럽 축구 선수권 대회에서 전부 무패를 기록하였다. 국가대표팀에서 블랑은 97경기 출장, 16골을 기록하였다. 2006년 프랑스 푸트볼 잡지의 독자들은 미셸 플라티니, 지네딘 지단, 레몽 코파에 이어 로랑 블랑을 프랑스 축구 국가대표팀 역사상 4번째로 위대한 선수로 선정하였다.

## 감독 경력

### 보르도
2007년 6월 8일, 블랑은 브라질인 히카르두를 대신할 보르도의 신임 감독으로 내정하였다. 벤치에서의 첫 시즌에, 그는 팀을 준우승으로 이끌었고, 올해의 감독으로 선정되었다. 그의 두번째 시즌은 성공적이었는데, 보르도는 시즌의 마지막 11경기를 연속으로 이기며 최다 연승의 프랑스 기록을 경신하였고, 그 해 쿠프 드 라 리그를 우승한 마르세유를 3점차로 따돌리고 우승하였다. 블랑은 올해의 감독 후보로 올랐으나, 마르세유의 에릭 헤러츠 감독에 밀렸다.

### 프랑스 국가대표팀
2010년 5월 16일, 블랑은 보르도에서의 3시즌 후 프랑스 국가대표팀 감독을 맡기 위해 떠날 것으로 발표되었다. 그는 보르도 감독직을 사임한 후, 프랑스 축구 협회에 프랑스 국가대표팀 감독직을 물색하기 위해 접촉하였고, 2010년 FIFA 월드컵 이후 레이몽 도메네크가 비운 자리를 차지하였다. 취임 당일날, 장-피에르 에스칼레트 FFF 회장은 블랑이 이 지위의 후보였다고 확인하였다. 2010년 5월 18일, 장-루이 트리오 보르도 단장이 협회에게 보상을 요구하면서 블랑의 부임 확률이 높아졌다. 2010년 5월 20일, 클럽은 FFF로부터 €1.5M의 위약금을 받기로 합의하였다. 6월 26일, 프랑스 언론들은 블랑이 협회와 2년 계약을 체결하고 UEFA 유로 2012를 이끌어 나갈 것임을 확인하였다. 이 협상은 1주일 후에 마무리되었고, 블랑은 7월 2일에 국가대표팀 감독으로 공식 취임하였다.
블랑은 취임 후 우선적으로 2010년 FIFA 월드컵 도중에 일부 선수들이 부정적인 사태를 일으킨 것에 대해 23인 엔트리에 포함된 모든 선수들에게 징계를 내리는 것이었다. 그는 대표팀 점심 식사에서 이슬람교에서 허용된 고기만 공급하는 정책을 번복하였다. 8월 11일, 1-2로 패한 오슬로의 울레발 스타디온에서 열린 노르웨이와의 경기에서 프랑스 국가대표팀 임기로는 첫 경기를 맞이하였다. 그러나, 블랑의 팀은 UEFA 유로 2012 예선전에서 조 1위를 차지하였고, 잉글랜드, 브라질, 그리고 독일을 상대로 친선경기에서 승리하였다. UEFA 유로 2012의 첫 경기는 잉글랜드전으로 사미르 나스리가 졸리언 레스콧의 골로 끌려갈 때 1-1 동점골을 넣는 것으로 종료되었다. 프랑스는 이후, 우크라이나와의 2차전에서 승리한 뒤, 스웨덴과의 최종전에서 패하고도 8강에 진출하였다. 프랑스는 스페인과의 8강전에서 0-2로 패하며 탈락하였다. 블랑은 2012년 6월 30일에 국가대표팀 감독직을 내려놓았다.

### 파리 생제르맹
2013년 6월 25일, 로랑 블랑은 카를로 안첼로티가 레알 마드리드로 떠난 후 파리 생제르맹의 감독으로 취임하였다.

### 올랭피크 리옹
2022년 시즌 도중 리옹의 감독으로 취임했으나, 2023년 9월 성적 부진으로 경질되었다.

## 논란
2011년 4월 28일, 프랑스 조사회 웹사이트 메디아파르는 프랑스 축구 협회가 비밀리에 인종-쿼터 시스템을 도입하여 국가대표팀 아카데미에 이중국적자 숫자를 제한하려 한다는 얘기를 보고하였다. FFF가 성인대표에 대해 자료를 짚으면서, 조직위원회는 12-13세 연령대의 비프랑스계 선수를 30%까지로 제한하려 한다고 언급하였다. 4월 29일, 보르도의 로텔 르 레장 (l'Hôtel Le Régent)에서 열린 개인 기자 회견에서 "그 프로젝트는 금시초문이다."라며 부인했음에도 불구하고, 리포트에 명시된 블랑은 이 쿼터제를 이행하기로 합의를 보았다고 주장하였다. 그 다음날 메디아파르의 보도 이후, 2010년 11월에 오디오 기록 모임이 있을 것이라는 발표 후, 블랑은 FFF 공식 웹사이트에 모임에서 있을 모욕적인 말에 사죄한다는 의견을 표하였고, 그는 잘못 발언하였고, 인종차별주의자임을 "저는 제가 어제 한 말을 철회하지 않겠습니다. 저는 모임에서 말한 몇가지 사항은 민감한 사항으로 모호하고, 화제 밖이며, 그리고 제 사태에 대해서, 저는 몇 사람들의 마음에 상처를 입혔고, 저는 사죄합니다. 그러나, 외국인 공포증이나 인종차별 혐의를 받았는데, 저는 모든 형태의 차별에 대해서 지지하지 않습니다." 라며 부인하였다.
릴리앙 튀랑 전 국가대표팀 선수는 이 혐의에 대해, "처음에 저는 이것이 농담이라고 생각하였습니다. 저는 충격을 받아 무엇을 말해야 할 지 모르겠습니다." 라고 말하였고, 파트리크 비에이라는 블랑이 협회에서 범한 혐의에 대해 "심각하고 수치스럽다"라고 주장을 밝혔다. 블랑은 1998년 FIFA 월드컵 우승할 당시의 팀 동료인 크리스토프 뒤가리, 빅상트 리자라쥐, 디디에 데샹, 지네딘 지단, 마르셀 드사이, 그리고 에마뉘엘 프티와; 알루 디아라를 비롯한 현역 선수; 그리고 파테 디바 아프리카 장애인 지원 협회 (L’Association Soutien aux Handicapés Africains) 장의 변호를 받았다. 5월 9일, 블랑은 이 사건에 대해 조사하기 위해 협회가 주관하는 청문회에 참석하였다. 5월 10일, 수사 결과가 나왔으며, 블랑은 프랑스 축구 협회의 범법 행위에 대해 무죄 판결이 내려졌다.
2013년 12월, 블랑은 전술에 질문을 한 여성 기자를 업신 여긴 것으로 인해 논란의 도마에 올랐다.

## 통계

### 선수
| 클럽                | 시즌      | 리그 | 리그 | 컵   | 컵 | 유럽 | 유럽 | 합계 | 합계 |
| 클럽                | 시즌      | 출장 | 골   | 출장 | 골 | 출장 | 골   | 출장 | 골   |
| ------------------- | --------- | ---- | ---- | ---- | -- | ---- | ---- | ---- | ---- |
| 몽펠리에            | 1983–84   | 15   | 0    | -    | -  | -    | -    | 15   | 0    |
| 몽펠리에            | 1984–85   | 32   | 5    | -    | -  | -    | -    | 32   | 5    |
| 몽펠리에            | 1985–86   | 29   | 6    | -    | -  | -    | -    | 29   | 6    |
| 몽펠리에            | 1986–87   | 34   | 18   | -    | -  | -    | -    | 34   | 18   |
| 몽펠리에            | 1987–88   | 24   | 6    | -    | -  | -    | -    | 24   | 6    |
| 몽펠리에            | 1988–89   | 35   | 15   | -    | -  | 2    | 0    | 37   | 15   |
| 몽펠리에            | 1989–90   | 36   | 12   | -    | -  | -    | -    | 36   | 12   |
| 몽펠리에            | 1990–91   | 38   | 14   | -    | -  | 6    | 1    | 44   | 15   |
| 몽펠리에            | 합계      | 243  | 76   | 0    | 0  | 8    | 1    | 251  | 77   |
| 나폴리              | 1991–92   | 31   | 6    | -    | -  | -    | -    | 31   | 6    |
| 나폴리              | 합계      | 31   | 6    | 0    | 0  | 0    | 0    | 31   | 6    |
| 님                  | 1992–93   | 29   | 1    | -    | -  | -    | -    | 29   | 1    |
| 님                  | 합계      | 29   | 1    | 0    | 0  | 0    | 0    | 29   | 1    |
| 생테티엔            | 1993–94   | 33   | 5    | -    | -  | -    | -    | 33   | 5    |
| 생테티엔            | 1994–95   | 37   | 13   | -    | -  | -    | -    | 37   | 13   |
| 생테티엔            | 합계      | 70   | 18   | 0    | 0  | 0    | 0    | 70   | 18   |
| 오세르              | 1995–96   | 23   | 2    | -    | -  | -    | -    | 23   | 2    |
| 오세르              | 합계      | 23   | 2    | 0    | 0  | 0    | 0    | 23   | 2    |
| 바르셀로나          | 1996–97   | 28   | 1    | 5    | 0  | 5    | 0    | 38   | 1    |
| 바르셀로나          | 합계      | 28   | 1    | 5    | 0  | 5    | 0    | 38   | 1    |
| 마르세유            | 1997–98   | 31   | 11   | -    | -  | -    | -    | 31   | 11   |
| 마르세유            | 1998–99   | 32   | 3    | -    | -  | 10   | 1    | 42   | 4    |
| 마르세유            | 합계      | 63   | 14   | 0    | 0  | 10   | 1    | 73   | 15   |
| 인테르나치오날레    | 1999–2000 | 34   | 3    | 7    | 0  | -    | -    | 41   | 3    |
| 인테르나치오날레    | 2000–01   | 33   | 3    | -    | -  | 9    | 0    | 42   | 3    |
| 인테르나치오날레    | 합계      | 67   | 6    | 7    | 0  | 9    | 0    | 83   | 6    |
| 맨체스터 유나이티드 | 2001–02   | 29   | 1    | 2    | 0  | 15   | 2    | 46   | 3    |
| 맨체스터 유나이티드 | 2002–03   | 19   | 0    | 1    | 0  | 9    | 1    | 29   | 1    |
| 맨체스터 유나이티드 | 합계      | 48   | 1    | 3    | 0  | 24   | 3    | 75   | 4    |
| 경력 합계           | 경력 합계 | 602  | 125  | 15   | 0  | 56   | 5    | 673  | 130  |

### 국가대표팀
| 프랑스 축구 국가대표팀 | 프랑스 축구 국가대표팀 | 프랑스 축구 국가대표팀 |
| 연도                   | 출장                   | 골                     |
| ---------------------- | ---------------------- | ---------------------- |
| 1989                   | 6                      | 1                      |
| 1990                   | 7                      | 1                      |
| 1991                   | 6                      | 2                      |
| 1992                   | 8                      | 0                      |
| 1993                   | 8                      | 3                      |
| 1994                   | 7                      | 0                      |
| 1995                   | 4                      | 1                      |
| 1996                   | 10                     | 3                      |
| 1997                   | 7                      | 0                      |
| 1998                   | 13                     | 3                      |
| 1999                   | 9                      | 0                      |
| 2000                   | 12                     | 2                      |
| 합계                   | 97                     | 16                     |

### 국가대표팀 득점 기록
| #  | 날짜             | 경기장                                       | 상대       | 점수  | 결과 | 대회                      |
| -- | ---------------- | -------------------------------------------- | ---------- | ----- | ---- | ------------------------- |
| 1  | 1989년 11월 18일 | 스타디움 뮈니시팔, 툴루즈, 프랑스            | 키프로스   | 2 – 0 | 2–0  | 1990년 FIFA 월드컵 예선전 |
| 2  | 1990년 1월 21일  | 카즈마 SC 경기장, 쿠웨이트, 쿠웨이트         | 쿠웨이트   | 0 – 1 | 0–1  | 친선경기                  |
| 3  | 1991년 2월 20일  | 파르크 데 프랭스, 파리, 프랑스               | 스페인     | 3 – 1 | 3–1  | UEFA 유로 1992 예선전     |
| 4  | 1991년 8월 14일  | 포즈난 시립경기장, 포즈난, 폴란드            | 폴란드     | 1 – 4 | 1–5  | 친선경기                  |
| 5  | 1993년 2월 17일  | 라마트간 경기장, 라마트간, 이스라엘          | 이스라엘   | 0 – 2 | 0–4  | 1994년 FIFA 월드컵 예선전 |
| 6  | 1993년 2월 17일  | 라마트간 경기장, 라마트간, 이스라엘          | 이스라엘   | 0 – 3 | 0–4  | 1994년 FIFA 월드컵 예선전 |
| 7  | 1993년 9월 8일   | 라티나 스타디온, 탐페레, 핀란드              | 핀란드     | 0 – 1 | 0–2  | 1994년 FIFA 월드컵 예선전 |
| 8  | 1995년 4월 26일  | 스타드 드 라 보주아르, 낭트, 프랑스          | 슬로바키아 | 3 – 0 | 4–0  | UEFA 유로 1996 예선전     |
| 9  | 1996년 6월 1일   | 고틀리브-다임러-슈타디온, 슈투트가르트, 독일 | 독일       | 0 – 1 | 0–1  | 친선경기                  |
| 10 | 1996년 6월 18일  | 세인트 제임스 파크, 뉴캐슬, 잉글랜드         | 불가리아   | 1 – 0 | 3–1  | UEFA 유로 1996            |
| 11 | 1996년 10월 9일  | 파르크 데 프랭스, 파리, 프랑스               | 튀르키예   | 1 – 0 | 4–0  | 친선경기                  |
| 12 | 1998년 2월 25일  | 스타드 벨로드롬, 마르세유, 프랑스            | 노르웨이   | 1 – 1 | 3–3  | 친선경기                  |
| 13 | 1998년 5월 29일  | 스타드 모하메드 V, 카사블랑카, 모로코        | 모로코     | 1 – 1 | 2–2  | 쿠프 하산 II              |
| 14 | 1998년 6월 28일  | 스타드 펠릭스 볼라르트, 랑스, 프랑스         | 파라과이   | 1 – 0 | 1–0  | 1998년 FIFA 월드컵        |
| 15 | 2000년 4월 26일  | 스타드 드 프랑스, 생드니, 프랑스             | 엘살바도르 | 2 – 2 | 3–2  | 친선경기                  |
| 16 | 2000년 6월 11일  | 얀 브레이덜 스타디온, 브뤼허, 벨기에         | 덴마크     | 1 – 0 | 3–0  | UEFA 유로 2000            |

### 감독 통계
2023년 9월 8일 기준
| 팀            | 부임             | 해임            | 기록 | 기록 | 기록 | 기록 | 기록 | 기록 | 기록 | 기록  |
| 팀            | 부임             | 해임            | 전   | 승   | 무   | 패   | 득   | 실   | 차   | %     |
| ------------- | ---------------- | --------------- | ---- | ---- | ---- | ---- | ---- | ---- | ---- | ----- |
| 보르도        | 2007년 6월 8일   | 2010년 5월 16일 | 159  | 93   | 31   | 35   | 261  | 160  | +101 | 58.49 |
| 프랑스        | 2010년 7월 2일   | 2012년 6월 30일 | 27   | 17   | 8    | 6    | 40   | 17   | +21  | 54.84 |
| 파리 생제르맹 | 2013년 6월 25일  | 2016년 6월 27일 | 173  | 126  | 31   | 16   | 391  | 126  | +265 | 72.83 |
| 알라얀        | 2020년 12월 19일 | 2022년 2월 13일 | 51   | 19   | 10   | 22   | 70   | 73   | -3   | 37.25 |
| 리옹          | 2022년 10월 9일  | 2023년 9월 8일  | 37   | 17   | 8    | 12   | 60   | 50   | +10  | 45.95 |
| 합계          | 합계             | 합계            | 451  | 272  | 88   | 91   | 825  | 431  | +394 | 60.31 |

## 수상

### 선수

#### 클럽
- 디비시옹 1 : 1995–96
- 쿠프 드 프랑스 : 1989–90, 1995–96
- 코파 델 레이 : 1996–97
- 수페르코파 데 에스파냐 : 1996
- UEFA 컵위너스컵 : 1996–97
- 프리미어리그 : 2002–03

#### 국가대표
- FIFA 월드컵 : 1998
- UEFA 유로 : 2000
- UEFA U-21 유로 : 1988

### 감독

#### 지롱댕 드 보르도
- 리그 1 : 2008–09
- 쿠프 드 라 리그 : 2008–09
- 트로페 데 샹피옹 : 2008, 2009

#### 파리 생제르맹
- 리그 1 : 2013–14, 2014-15, 2015-16
- 쿠프 드 라 리그 : 2014-15, 2015-16
- 쿠프 드 프랑스 : 2014-15, 2015-16
- 트로페 데 샹피옹 : 2013, 2014, 2015

### 개인
- UEFA U-21 유로 MVP : 1988
- UEFA 유로 대회 베스트[35] : 1992, 1996, 2000
- ESM 올해의 팀[36] : 1995-96, 1997-98, 1998-99
- 프랑스 올해의 선수[37] : 1990
- 피라타도로[38] : 2000
- 리그 1 올해의 감독 : 2008, 2015, 2016
- 프랑스 올해의 감독[39] : 2009, 2015
- UNFP 명예 트로피 : 2004
- UNFP 20주년 특별상 : 2011
- 프랑스 세기의 선수 4위[40] : 1999
- 레지옹 도뇌르 : 1998[41]

## 참고
1. ↑  풋볼 리그 컵, 수페르코파 이탈리아나 포함
2. ↑  UEFA 챔피언스리그, 인터콘티넨털컵 포함